# Kdyně
Kdyně är en stad i Tjeckien.   Den ligger i distriktet Okres Domažlice och regionen Plzeň, i den västra delen av landet, 130 km sydväst om huvudstaden Prag. Kdyně ligger 460 meter över havet och antalet invånare är 4 985.
Terrängen runt Kdyně är kuperad åt nordost, men åt sydväst är den platt.Runt Kdyně är det ganska tätbefolkat, med 75 invånare per kvadratkilometer. Närmaste större samhälle är Klatovy, 18,5 km öster om Kdyně. Omgivningarna runt Kdyně är en mosaik av jordbruksmark och naturlig växtlighet.